# IC 1135
IC 1135 ist eine Spiralgalaxie vom Hubble-Typ Sa im Sternbild Schlange nördlich des Himmelsäquators, die schätzungsweise 142 Millionen Lichtjahre von der Milchstraße entfernt ist.
Das Objekt wurde am 27. Juni 1892 von Stéphane Javelle entdeckt.